# Nabonide
Nabonide (anche Nabonedo, in accadico Nabu-naʾ id; fl. VI secolo a.C.) è stato un sovrano babilonese.
Fu l'ultimo re caldeo di Babilonia. Regnò dal 556 al 539 a.C., quando fu sconfitto da Ciro II di Persia.

## Origini
Nabonide proveniva dal nord del regno, figlio di un'aramea di Harran.
Sulla base di elementi come allusioni al re assiro Assurbanipal nei testi di propaganda o di particolari interesse reali ad Harran, l'ultimo centro della resistenza dopo la caduta dell'assira Ninive nel 612 a.C., è stato anche suggerito che fosse di origine assira.

## Ascesa al potere e regno
Nabonide non apparteneva alla stessa dinastia del suo predecessore, il giovane Labashi-Marduk, che fu assassinato dopo nove mesi di regno. La presa del potere di Nabonide nell'anno 556 a.C. fu legittimata dal suo matrimonio con Nitocris, una figlia di Nabucodonosor II e vedova di Neriglissar.

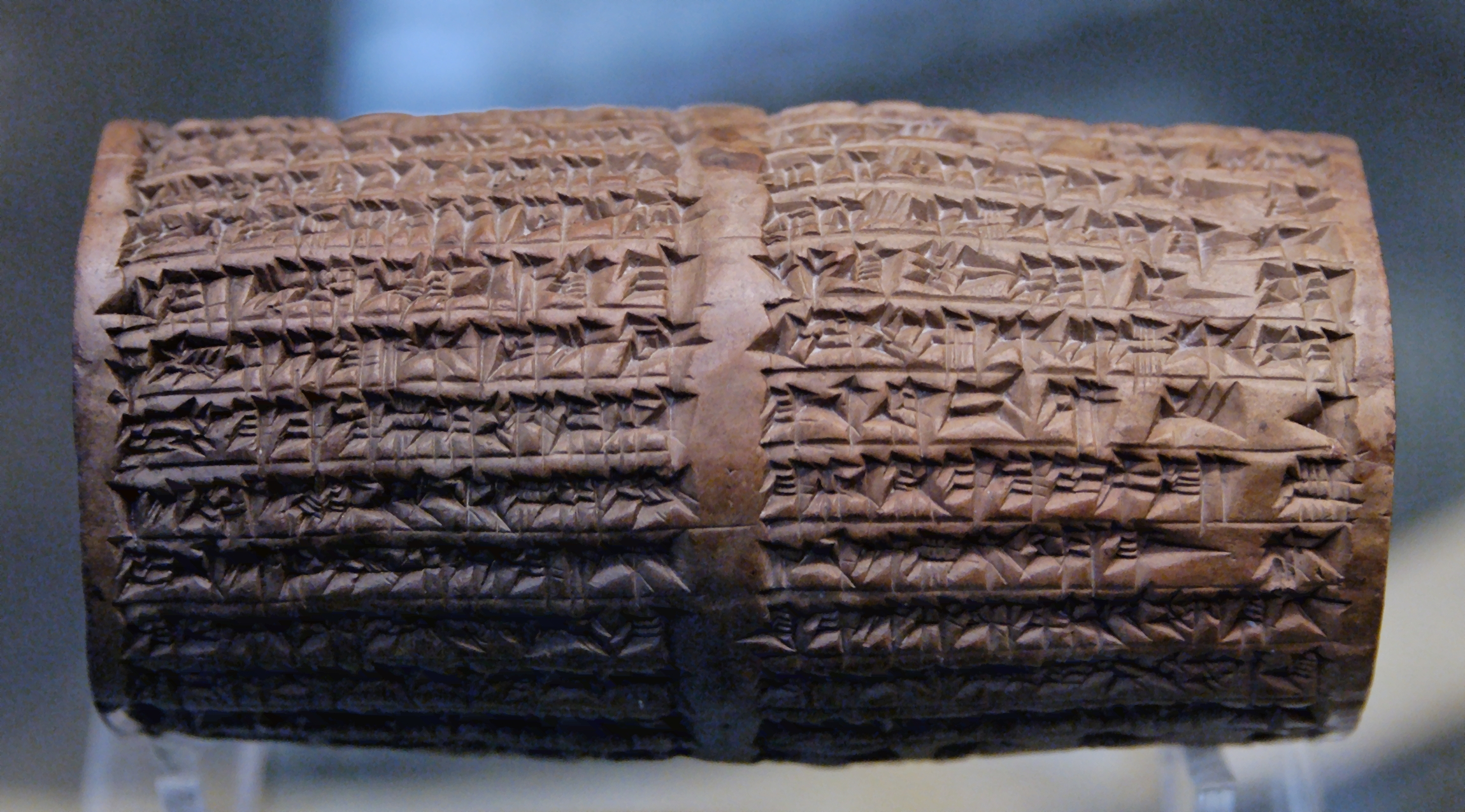
Cilindro di Nabonide, British Museum.

Dal 555 a.C. al 553 a.C. Nabonide fu in Cilicia e in Siria. Successivamente si recò in Arabia, dove ricostruì Teima, città nella quale soggiornò a lungo. Nabonide conquistò anche il regno di Edom, lasciando a Sela un'iscrizione commemorativa, scolpita su una parete di un picco roccioso.
Durante l'assenza prolungata del re, fino al 540 a.C., il governo fu tenuto dal figlio maggiore Baldassarre (Bel-Shar-Usur), che nel 547 a.C. comandò l'esercito babilonese a Sippar.
Tornato nel 540 a Babilonia, Nabonide fu sconfitto ad Òpis dall'esercito achemenide di Ciro II, che conquistò la città obbligando il re a rifugiarsi a Borsippa. Nabonide l'anno seguente tornò a Babilonia e si consegnò al vincitore per essere poi deportato in Carmania.
Nabonide, inoltre diede incoraggiamento e supporto alla figlia Ennigaldi, che intorno al 530 a.C. realizzò il cosiddetto museo di Ennigaldi-Nanna, che è da considerarsi come il primo od uno dei primi musei mai realizzati.

## Politica religiosa
Nabonide era particolarmente interessato dal dio della luna Sin, di cui la madre Adagupi-Adad era una sacerdotessa, ed il suo tempio in Harran, che ricostruì dopo la distruzione ad opera dei Medi nel 610 a.C.
L'opinione più diffusa tra gli studiosi è che questa preferenza avrebbe reso sgradito Nabonide a Babilonia, dove la posizione del dio enoteistico Marduk si sarebbe sentita minacciata. Questo sarebbe stato uno dei motivi per il ritiro di Nabonide nell'oasi di Teima.
Tuttavia, nuove interpretazioni negli ultimi anni hanno messo in dubbio questo punto di vista. Secondo queste, anche se non può essere negata la preferenza personale di Nabonide per il dio Sin, il re seguì il pantheon tradizionale babilonese, anche se vi furono rivolte contro la sua autorità, ma non tali da impedirne il ritorno nella capitale.

## Archeologia
Importante il suo contributo nel campo dell'archeologia tanto da essere considerato il primo archeologo del mondo, in quanto effettuò il primo scavo intenzionale, allo scopo di ritrovare le fondazioni di un tempio, anche se poi non intraprese altri scavi archeologici.

## Nabonide nella Bibbia
Nel libro del profeta Daniele Nabonide viene indicato col nome più famoso del suocero Nabucodonosor, ma viene correttamente citata una sua lunga assenza da Babilonia, attribuita a pazzia causata da punizione divina. Viene inoltre citato il figlio Baldassar, come co-reggente del regno. Subito prima della conquista persiana di Babilonia Baldassar aveva profanato gli oggetti di culto del tempio di Gerusalemme, asportati decenni prima da Nabucodonosor. Un misterioso dito soprannaturale aveva allora scritto sul muro della sala del banchetto una profezia, le cui parole, interpretate da Daniele, annunciavano l'imminente caduta dell'impero Babilonese.